# Castilleja de la Cuesta
Castilleja de la Cuesta è un comune spagnolo di 17 150 abitanti situato nella comunità autonoma dell'Andalusia.